# Bio c'bon
Bio c' Bon est un groupe de distribution fondé en 2008 par Thierry Brissaud, spécialisé dans les produits issus de l'agriculture biologique. La société a été dirigée quelques mois par Philippe Vincent puis, à partir de décembre 2008, par Thierry Chouraqui qui dirige également la société foncière Marne & Finance.
Le groupe compte 158 magasins (120 magasins en France d'après Les Echos) et est présent en France, en Italie, en Belgique, en Espagne, en Suisse et au Japon.
Le groupe Carrefour annonce le 2 novembre 2020 le rachat à la suite de son dépôt de bilan durant l'été puis son placement en redressement judiciaire.

## Historique
En 2008, le premier magasin Bio c' Bon ouvre ses portes. 
En 2011, le 10e magasin ouvre ses portes et en 2013, la marque ouvre son 30e magasin.
En 2014, Bio c' Bon ouvre son premier magasin en Italie. L'année suivante, il ouvre en Espagne.
En 2016, Bio c' Bon ouvre Belgique, en Suisse et au Japon
Fin 2016, Bio c' Bon pactise avec Amazon afin de proposer un service de livraison de produits frais en 1 heure "Prime Now" à Paris et en proche banlieue.
Au Japon, le groupe a créé fin 2016 une coentreprise avec le groupe Æon Group pour ouvrir des magasins. En mai 2018, Bio c' Bon et  Æon Group annoncent un plan d'ouvertures au Japon.
Le 11 décembre 2018, Bio c' Bon et Æon Group annoncent que le géant japonais de la distribution rentre dans le capital de Bio c' Bon à hauteur de 20 %, en complément de la coentreprise créée pour exploiter les magasins au Japon. Le groupe Æon va désormais soutenir le développement de l'enseigne en France.
En juin 2020, la famille Zouari, actionnaire de Picard, annonce l'entrée en négociations exclusives pour acquérir une participation majoritaire dans Bio c' Bon.
Deux mois plus tard, les négociations avec la famille Zouari s'enlisent en raison des difficultés financières profondes de l'entreprise Bio c' Bon . La famille Zouari met fin à l'exclusivité des négociations tout en maintenant son offre mais est désormais confrontée à une concurrence car d'autres groupes se montrent intéressés, parmi lesquels Carrefour, Casino, La Vie Claire et Biocoop,.
Le 21 août 2020, Bio c'Bon annonce en CSE être en dépôt de bilan.
Le 8 septembre 2020, l'entreprise est officiellement placée en redressement judiciaire par le tribunal de commerce de Paris,,. La faillite affecte 2 800 petits actionnaires qui ont investi un total de 114 millions d'euros dans les fonds de commerce.
Mi-septembre 2020, Naturalia et Carrefour se positionnent officiellement en proposant une offre de reprise pour Bio c' Bon. Biocoop et la famille Zouari ont également transmis une offre, ce qui porte à quatre le nombre total de candidats officiels ayant transmis une proposition auprès du tribunal de commerce de Paris. La compétition se réduit fin octobre entre 3 candidats : Biocoop associé à Marcel & Fils, Carrefour et Zouari. Début novembre 2020, Carrefour est finalement choisi comme repreneur pour 60 millions d'euros.
Début septembre 2021, l'Autorité de la concurrence valide la reprise de Bio c'Bon par Carrefour, sous réserve que le groupe revende huit magasins Carrefour ou Bio c'Bon dans certaines zones où le risque d'atteinte à la concurrence est avéré.
En mai 2025, les deux anciens dirigeants Thierry Chouraqui et Jean-Bernard Brissaud sont jugés car soupçonnés d’avoir trompé des milliers de petits investisseurs en leur vendant des produits financiers risqués, pour un préjudice estimé à environ 400 millions d’euros.

## Activité
L’entreprise revendique un positionnement "bio", accessible et de proximité. Il se traduit notamment par les nombreux services gratuits qu’elle propose tels que des rendez-vous naturopathie, des services de recyclage, de l’échange de presse ou encore du « plant-sitting » (garde de plantes l’été), etc. En Île-de-France, Bio c’ Bon est partenaire d'Emmaüs Défi depuis juillet 2015, offrant ainsi aux clients la possibilité de faire des dons d’objets directement dans une sélection de magasins.

## Aspects financiers
Lors du dépôt de bilan de l'été 2020, la situation financière du groupe apparaît fragile. Bio c'Bon a un passif de 200 millions d'euros, dont 30 millions d'impayés. Le réseau français des 120 points de vente réalise 130 millions de chiffre d'affaires, et une perte annuelle de 20 millions d'euros. Certains magasins paient un loyer très élevé qui ne leur permet pas d'être rentables.

## Communication
L’entreprise est très impliquée dans l’univers du running et organise des courses au départ de ses magasins partout en France. Elle est aussi partenaire de grands événements tels que les 20 km de Paris, le marathon de Bordeaux, Marseille-Cassis ou Nice-Cannes, etc.,.
Le nom de l'entreprise peut inspirer la confusion entre qualités biologiques et qualités gustatives.

## Polémique

### Traces de pesticides
Une enquête de France 3 révèle en 2017 que les carottes bio de Bio c' Bon contiennent plus de traces de pesticides que les carottes issues de l'agriculture conventionnelle de Leader Price ou de Carrefour. Les carottes analysées, que la journaliste présente comme venant de Bio c' Bon, présentent « des résidus de trois produits phytosanitaires […] totalement interdits dans la culture biologique ».
Mise en cause pour des traces infimes de pesticides, 20 à 160 fois inférieures à la norme européenne relative à la protection des consommateurs d'après l'enseigne, qui a immédiatement fait réaliser son étude. Les résultats ont été aussitôt mis à disposition sur le site Internet de Bio c’ Bon.

### Petits épargnants lésés
Plus de 2800 petits épargnants ont été attirés par des promesses de rendement exagérées. Dans certains cas, une garantie de rendement de 7 % était indiquée dans le pacte d'actionnaires. Ces montants n'ont pas été payés. Certains de ces actionnaires ont obtenu que le tribunal de Paris reconnaisse leur créance. Suite à cela, les deux anciens dirigeants Thierry Chouraqui et Jean-Bernard Brissaud sont jugés en mai 2025 pour pratiques commerciales trompeuses.